# Burg Šternberk

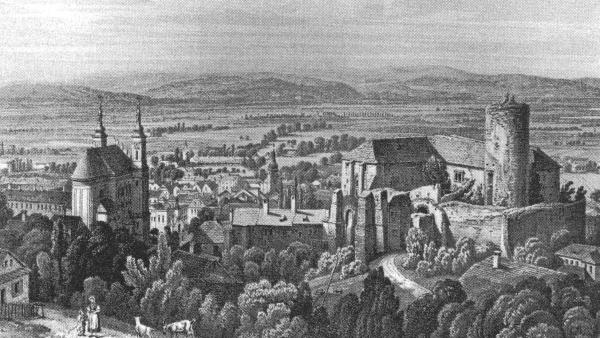
Burg Šternberk

Die Burg Šternberk (deutsch Burg Sternberg oder Mährisch Sternberg) liegt oberhalb der Stadt Šternberk im Okres Olomouc in Tschechien. Sie gehört zur Region Olomoucký kraj.

## Geschichte
Die Burg wurde Mitte des 13. Jahrhunderts von Zdeslav von Sternberg erbaut, der die Ländereien von König Ottokar II. Přemysl 1253 zum Dank für seine Teilnahme an der Verteidigung von Olmütz gegen die Kumanen erhalten hatte. Die Burg wird erstmals 1269 erwähnt. Zdeslav wurde auch Truchsess der Markgrafschaft Mähren. Bereits zuvor hatte er auf seinen ererbten böhmischen Ländereien zwischen Prag und Brünn die Burg Böhmisch Sternberg erbaut. Um 1280 erbaute die Familie auch die mährische Burg Štamberk. 
1397 erwarb Peter von Krawarn die Herrschaft. 1430 wurde sie von den Hussiten besetzt. Die während der Hussitenkriege entstandenen Schäden behob Georg/Jiří von Krawarn und Straßnitz († 1466). Weitere Umbauten im Renaissancestil erfolgten im 16. Jahrhundert durch die Berka von Dubá. Auch nach dem Dreißigjährigen Krieg wurde die Burg, die um 1695 von Johann Adam I. von Liechtenstein erworben wurde, instand gesetzt. Bei dessen Nachkommen blieb die Burg bis zur Enteignung 1945. Unter Fürst Johann II. von Liechtenstein erfolgte 1886 ein Umbau im Stil des Historismus durch den Wiener Architekten Carl Gangolf Kayser. Die Park- und Gartenanlagen wurden in der Zeit von 1907 bis 1909 durch den Wiener Gartenarchitekten Albert Esch umgestaltet.

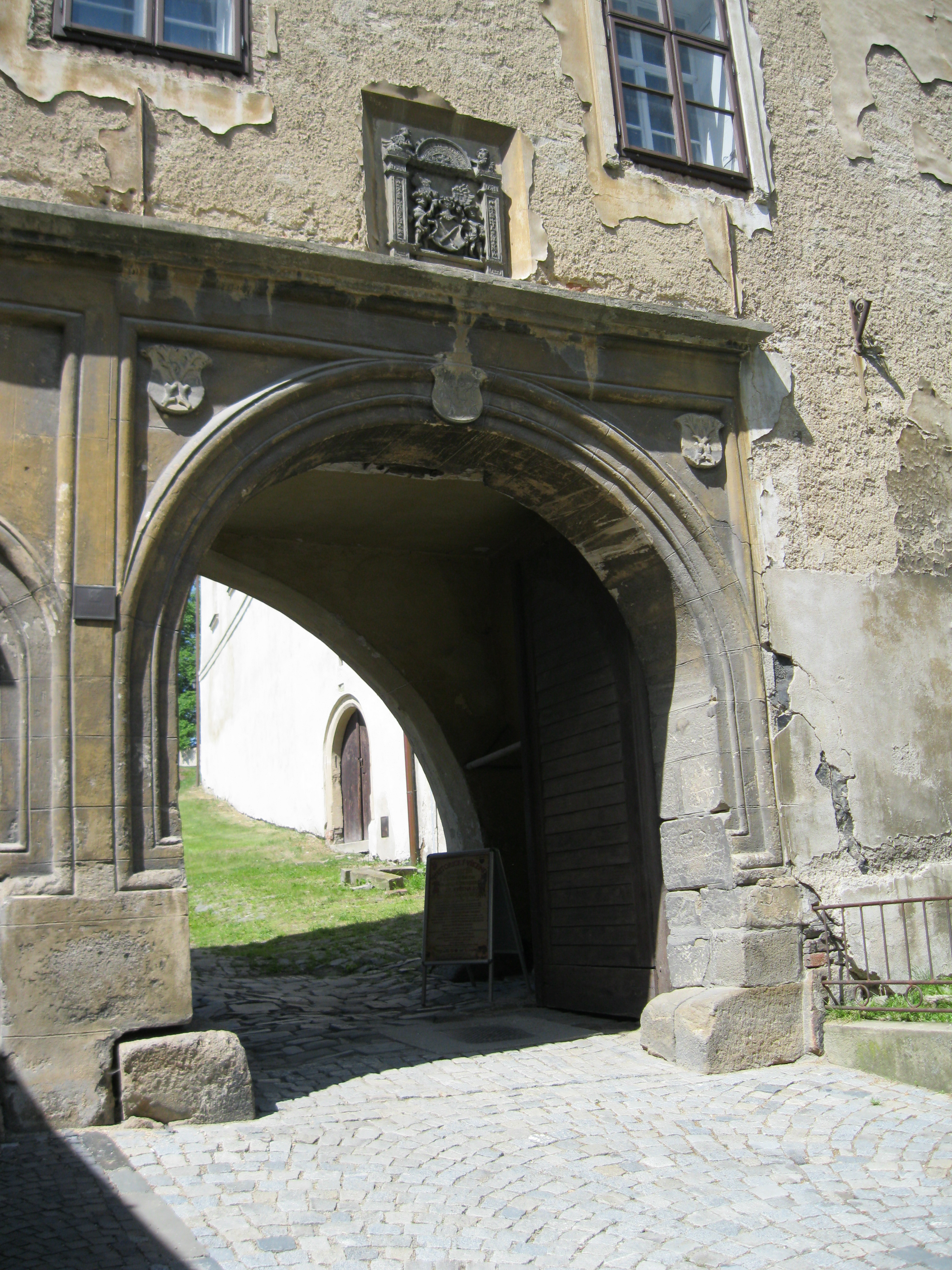
Wappen Berka von Dubá
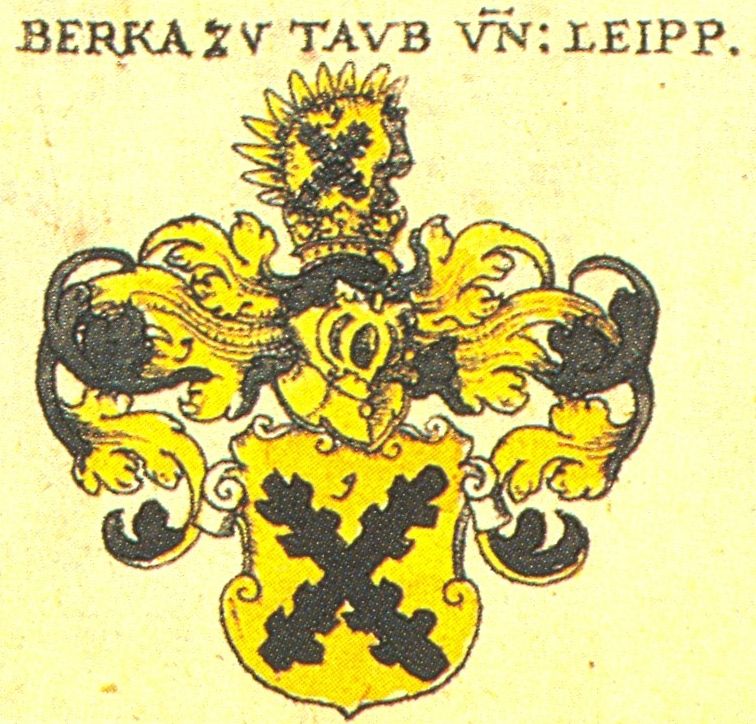
Wappen Berka von Dubá
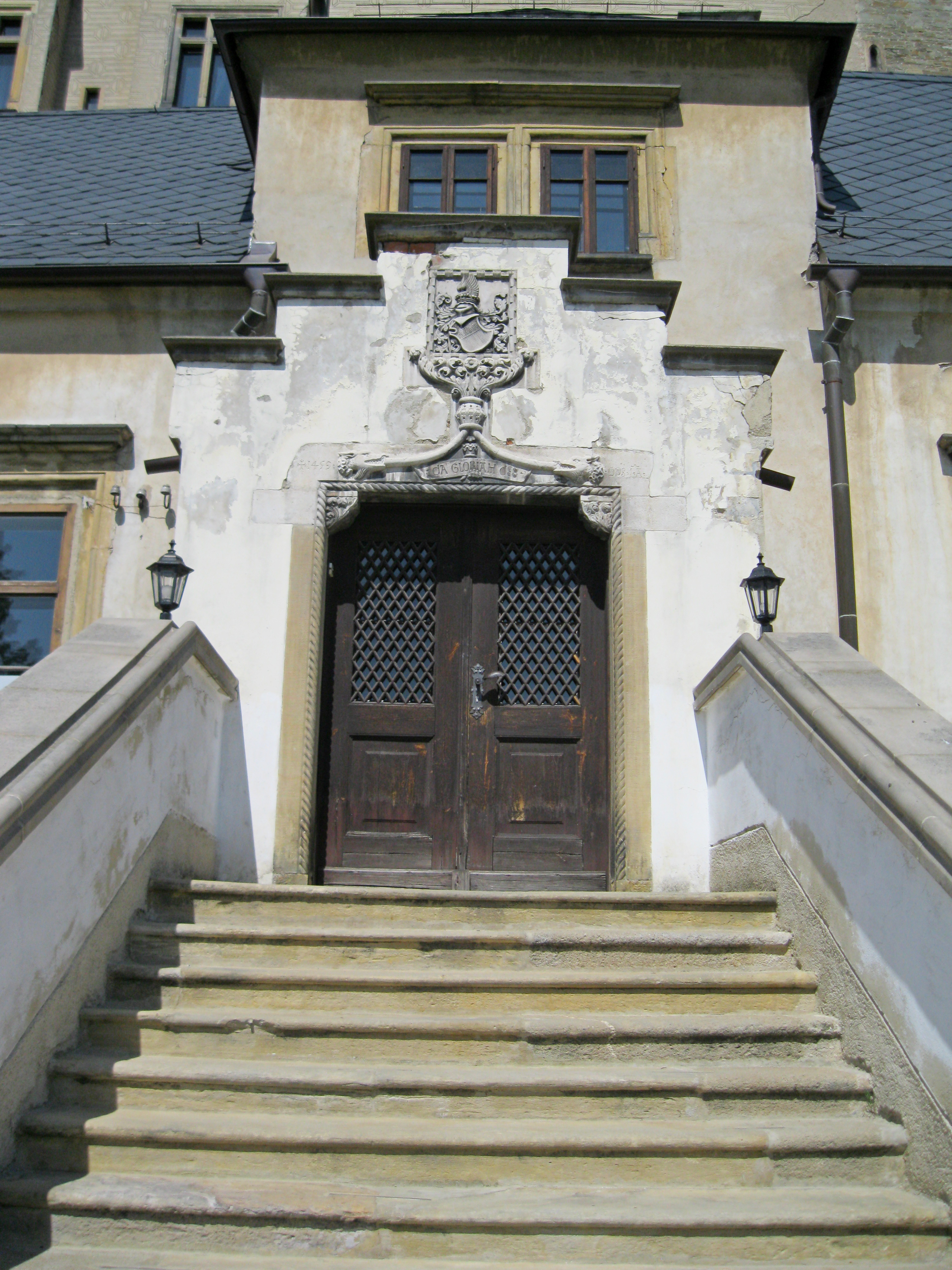
Wappen Johann Liechtenstein
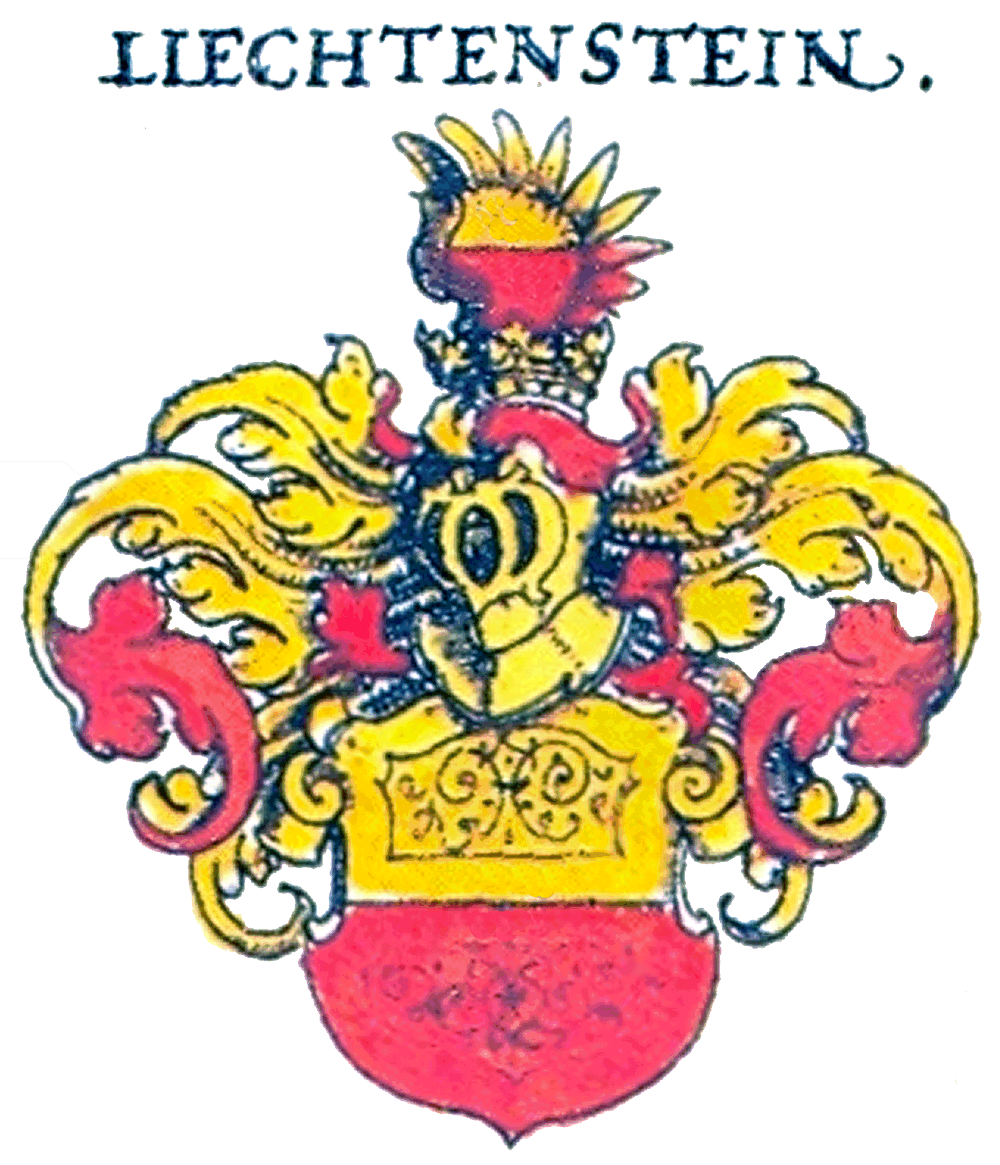
Wappen Johann Liechtenstein
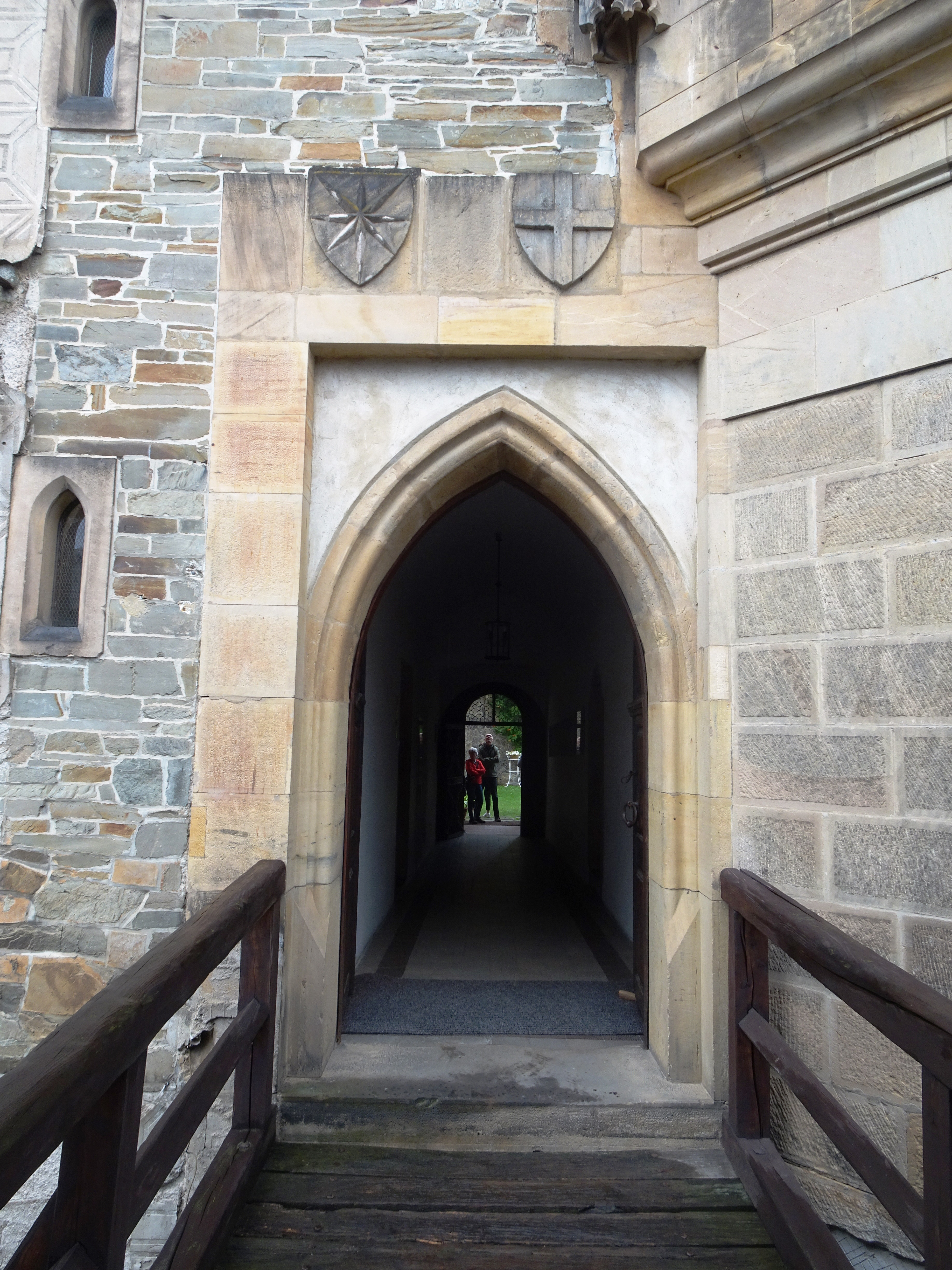
Wappen Albrecht von Sternberg
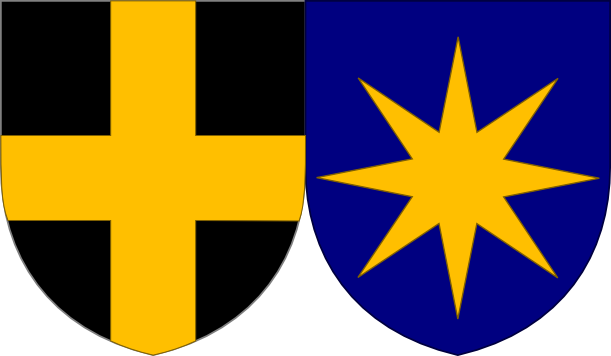
Wappen Albrecht von Sternberg
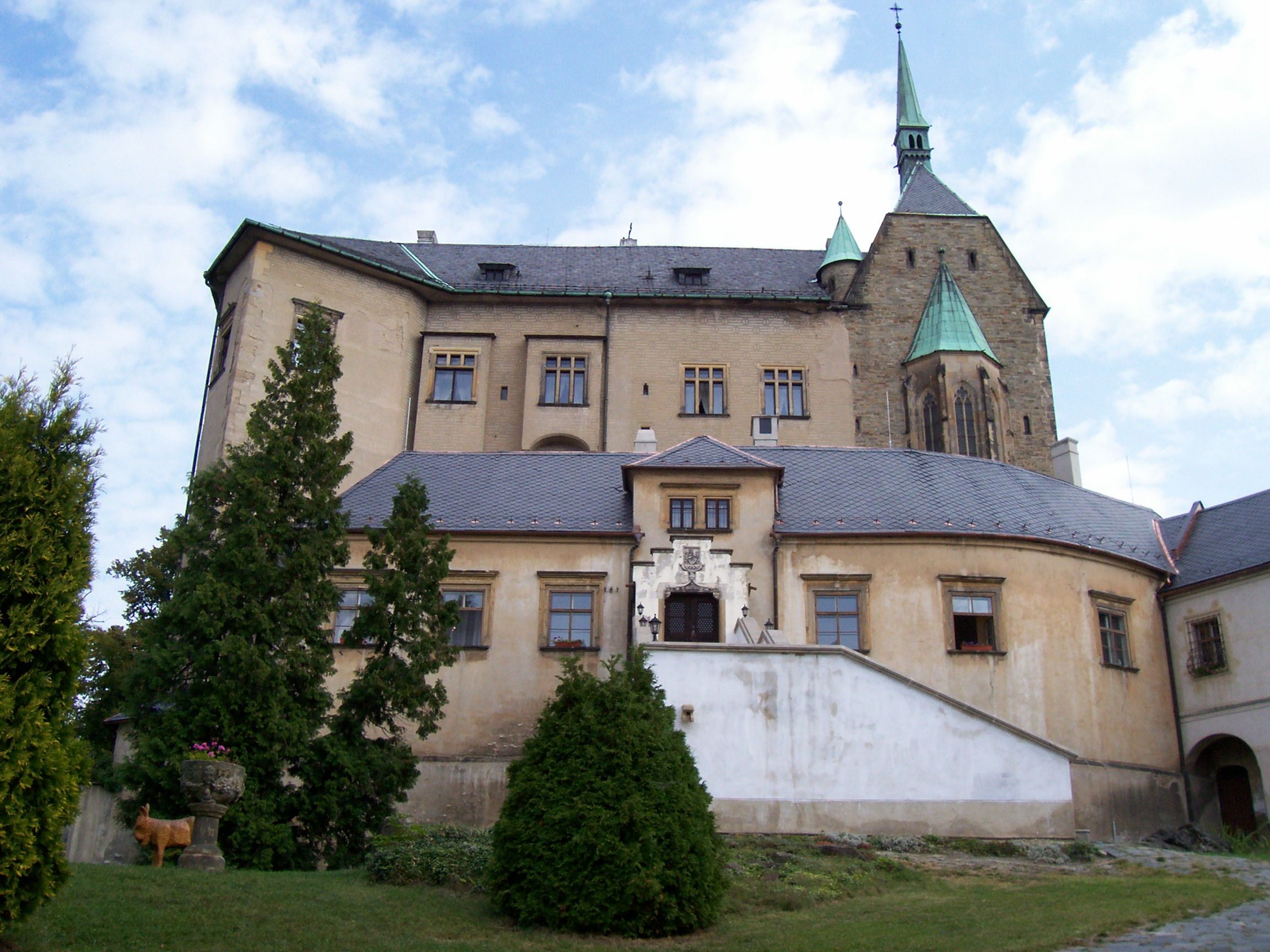